# Palais Bourbon

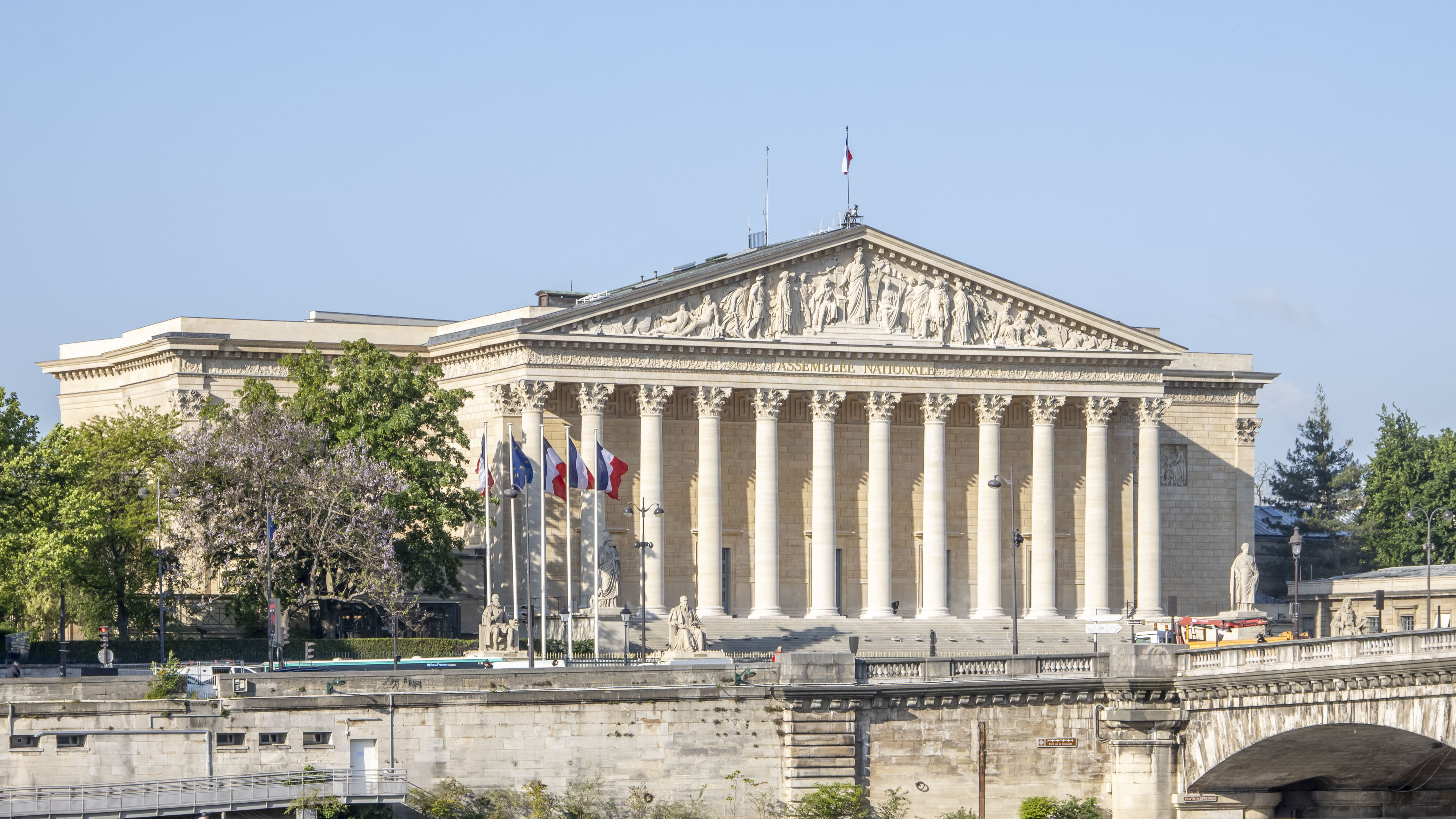
Het paleis aan de noordkant, aan de Seine

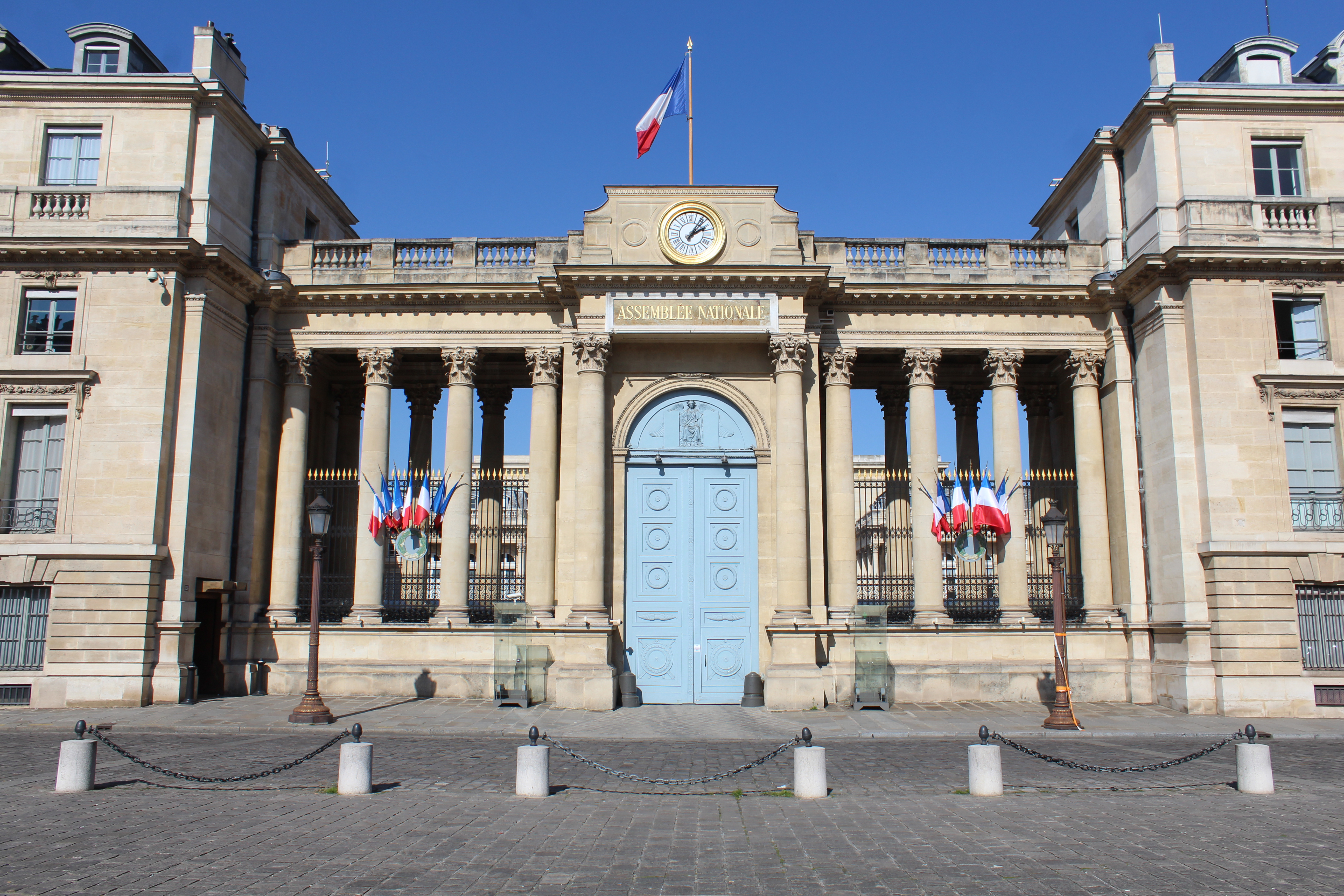
Achterkant van het paleis, aan de Place du Palais-Bourbon

Het Palais Bourbon (Bourbon-paleis) is een gebouw in Parijs dat als zetel van de Franse Nationale Vergadering dient. Het ligt in het 7e arrondissement, op de Quai d'Orsay, naast het ministerie van Buitenlandse Zaken, aan de linkeroever van de Seine. Doordat het zich bevindt tegenover de Pont de la Concorde, vormt het het symmetrische tegenwicht van La Madeleine.

## Geschiedenis
Er werkten vier toparchitecten aan het gebouw. Giardini begon met de bouw in 1722, Lassurance zette de bouw voort na het afhaken van eerstgenoemde en Aubert en Gabriel voltooiden het paleis in 1728.
Het werd oorspronkelijk gebouwd voor een dochter van Lodewijk XIV, de hertogin van Bourbon. Vandaar de naam van het paleis. In 1764 kwam het paleis in het bezit van Lodewijk V Jozef, de prins van Condé. In die tijd werd het ook vergroot tot de huidige afmetingen.
Nadat de prins van Condé in 1789 het land was ontvlucht na het uitbreken van de Franse Revolutie, werd het paleis door de staat onteigend. Het diende een tijd als gevangenis en herbergde de latere École polytechnique, totdat in 1795 beslist werd er de Raad van Vijfhonderd (het lagerhuis van het nieuwe parlement) onder de brengen. Het interieur onderging toen grote veranderingen door de aanleg van een grote vergaderzaal in de vorm van een halfrond, die op 28 oktober 1798 in gebruik werd genomen.
Sindsdien is het Palais Bourbon steeds de zetel geweest van de grootste of, op sommige momenten, de enige kamer van het Franse parlement, onder verschillende benamingen (Raad van Vijfhonderd, Wetgevend Lichaam, Kamer van Afgevaardigden, Kamer van Vertegenwoordigers, Nationale Vergadering). De Senaat zetelt in het Palais du Luxembourg.
De huidige gevel werd tussen 1803 en 1807 gebouwd door Bernard Poyet in opdracht van Napoleon.
Bij de restauratie van het koningschap in 1814 werd de prins van Condé opnieuw eigenaar van het paleis, maar hij werd meteen verplicht het te verhuren opdat de toenmalige Kamer van afgevaardigden het kon gebruiken. In 1827 werd het definitief staatseigendom.
Tussen 1827 en 1832 vonden opnieuw verbouwingen plaats, waarbij de huidige vergaderzaal werd aangelegd. Van de oude zaal blijven alleen het spreekgestoelte en de zitplaats van de voorzitter (de perchoir) over.